# Boris Susko
Boris Susko (ur. 26 maja 1970 w Bratysławie) – słowacki polityk, prawnik i nauczyciel akademicki, poseł do Rady Narodowej, od 2023 minister sprawiedliwości.

## Życiorys
W 1995 ukończył studia prawnicze na Uniwersytecie Komeńskiego w Bratysławie. Doktoryzował się na tej uczelni w 2002 w zakresie prawa karnego. Pracował jako nauczyciel akademicki na macierzystym uniwersytecie. Był też dziekanem wydziału prawa na uczelni Vysoká škola v Sládkovičove (2006–2013), a także prorektorem tej szkoły wyższej (2013). Praktykował również w zawodzie adwokata.
W wyborach w 2012 z ramienia partii SMER uzyskał mandat deputowanego do Rady Narodowej, sprawował go do 2016. Od tegoż roku do 2020 pełnił funkcję sekretarza stanu w ministerstwie środowiska. W 2020 i 2023 ponownie wybierany do słowackiego parlamentu.
W październiku 2023 objął urząd ministra sprawiedliwości w czwartym rządzie Roberta Ficy.